# افسانه: مقبره اژدها
افسانه: مقبره اژدها یا به اختصار مقبره اژدها (به انگلیسی: Legendary: Tomp Of Dragon) فیلمی در ژانر اکشن و ماجراجویی است که در سال ۲۰۱۳ میلادی منتشر شد. از ستارگان معروف آن می‌توان به اسکات ادکینز و دولف لاندگرن اشاره کرد. این سومین همکاری بین این دو بازیگر است.

## داستان
این فیلم درباره فردی به نام تراویس است که به همراه گروهش در جستجوی چیزی که قرار نیست وجود داشته باشد به چین سفر می‌کنند. ماموریت آنها گرفتن یک سوسمار عظیم الجثه است که یک روستای دور افتاده را ویران کرده و تعدادی از اهالی را به قتل رسانده است، و این کار باید قبل از هارکر شکارچی شجاع افسانه‌ای انجام شود و …